# Циснецький Олександр Антонович
Олександр Антонович Циснецький (25 жовтня 1937, с. Лозна Хмільницького району Вінницької області — 2007) — український художник-пейзажист. Працював у жанрах станкового і монументального живопису.

## Біографічна довідка
У 1960 році закінчив художньо-педагогічне відділення Горьківського державного художнього училища. Викладав у Вінницькій дитячій художній школі, яку було засновано 1960 року.
Член Вінницької обласної організації Національної спілки художників України з 1989 року. Відомі роботи «Літо на Поділлі» та «Перед жнивами».